# آني إليزابيث كيلي
آني إليزابيث كيلي (بالإنجليزية: Annie Elizabeth Kelly) هي رسامة نيوزيلندية، ولدت في 12 أبريل 1877، وتوفيت في 4 أكتوبر 1946.